# 2 câini proști
Doi câini proști (în engleză Two Stupid Dogs) este un serial animat american produs de Hanna-Barbera Cartoons care a fost difuzat pentru prima oară între 18 septembrie 1993 și 21 ianuarie 1995 pe televiziunea americană TBS. După ce a fost anulat, a fost redifuzat de Cartoon Network până pe 14 iunie 2003 iar recent s-a difuzat pe Boomerang până când a fost scos și de acolo.
Fiecare episod conține două segmente cu Cei doi câini proști iar între ele unul cu Veverița spion, care se bazează pe desenele Hanna-Barbera cu același nume din 1965.

## Premis
Serialul prezintă întâmplările ciudate și amuzante a doi nu-prea inteligenți câini. 

## Personaje
Cei doi câini sunt personajele principale. Numele lor nu a fost niciodată spus. De obicei, ei sunt numiți Câinele mic și Câinele mare.
- Câinele mic este energic, puțin naiv, vorbește repede și nu poate speria pisicile, ba chiar se sperie de ele.
- Câinele mare este monoton, de multe ori somnoros, se mișcă și vorbește încet și este înfometat aproape tot timpul. O replică obișnuită a lui este "Where's the food?" ("Unde este mâncarea?"). Se pare că este mai deștept și mai înțelept decât câinele mic, deși nu și-a arătat aceste virtuți de foarte multe ori.
- Roșia (Red) este o clonă a Scufiței Roșii. Ea are o vedere foarte proastă, de aceea poartă ochelari și face multe confuzii. Are obișnuința, uneori, de a spune foarte tare cuvinte aleatorii din propoziții.
- Domnul H. (sau Hollywood) este un domn mare, gras căruia îi place să puncteze greșelile celoralți prin modul pseudo-alternativ "Well isn't that cute... BUT IT'S WROOOOOONG!!" ("Nu-i așa că e drăguț... DAR E GREȘIIIIIIT!!"). Numele de Hollywood vine de la ocupațiile pe care le-a avut în timpul episoadelor: actor, managerul unui casino, și altele.
- Un băiat pistruiat numit Kenny Fowler este îndrăgostit de Buffy Ziegenhagen și este adesea însoțit de cei doi câini. El este bruscat de multe ori de capul răutăților din clasă.
- Doamna Față-de-rac este învățătoarea lui Kenny, Buffy și Buzz, dar fața ei nu a fost arătată niciodată.
- Un adolescent gras, pistruiat, pe nume Cobby este vânzător la multe magazine din oraș.
- O pisică a apărut în câteva episoade. Ea întotdeauna l-a speriat pe câinele mic. Oricât a încercat acesta să o sperie nu a reușit. Câinele mare latră o singură dată încât pisica se sperie instantaneu și cade, înmărmurită la pământ.
- Vrăjitoarea cea rea (sau The Witch) este o vrăjitoare rea și pe deasupra flămândă se transformă într-o broască atunci când mănâncă pe cineva a apărut atunci când au fost invitați la masă cei doi câini și scufița roșie.Prima dată a mâncat-o pe bunica dar după ce a înghițit-o a reușit să scoată capul din stomacul ei dar nu pentru mult timp că a și înghițit-o ea însă tot scotea capul dând semne că vrea să iasă afară dar vrăjitoarea nici că nu voia s-o lase să iasă după aceea i-a înghițit pe scufița roșie și cei doi câini ai ei a trebuit să pună muștar și apoi să-i mănânce.

## Poante
- Când câinele mare tușește, din gura lui iese un știulete de porumb, probabil nedigerat.
- Când câinele mic mănâncă ceva dezgustător spune "This tastes like ca-ca." ("Are gust de caca.")
- Câinele mic este speriat de pisici în timp ce câinele mare scoate, indiferent, un lătrat iar pisica se prăbușește "înghețată" la pământ.
- Când cei doi câini pleacă în afara orașului, câinele mic se bucură de peisaj, pe când câinele mare întreabă "unde e mâncarea".